# Kefar Eldad
Kefar Eldad (hebr. כפר אלדד) – wieś i osiedle żydowskie położone w Samorządzie Regionu Gusz Ecjon, w Dystrykcie Judei i Samarii, w Izraelu.

## Położenie
Osiedle jest położone w bloku Gusz Ecjon na Wyżynie Judzkiej, w pobliżu starożytnej fortecy Herodion na południe od Jerozolimy w Judei, w otoczeniu terytoriów Autonomii Palestyńskiej.

## Historia
Osadę założyli w 1994 żydowscy osadnicy.